# Oreamnos
Oreamnos és un gènere de caprins nord-americans. L'única espècie vivent del gènere és la cabra blanca (Oreamnos americanus). Fins a l'acabament del Plistocè, una altra espècie, Oreamnos harringtoni, tenia una distribució geogràfica més meridional que l'espècie actual.